# HD 8599
HD 8599，又名BD-03 195，SAO 129280、HR 406，是一颗恒星，视星等为6.15，位于銀經142.56，銀緯-64.44，其B1900.0坐标为赤經1h 19m 43.8s，赤緯-3° -64.44′ 9″。